# سيدي مبارك
سيدي مبارك هي قرية أمازيغية مغربية وجماعة قروية وسط غربي المغرب. تنتمي سيدي مبارك لإقليم سيدي إفني على الساحل الأطلسي. تضم هذه الجماعة القروية 6.932 نسمة (إحصاء رسمي 2004).